# Nord-Giraffe
Die Nord-Giraffe (Giraffa camelopardalis) ist eine Art aus der Gattung der Giraffen. Sie entspricht der ursprünglich von Carl von Linné beschriebenen Art. Der wissenschaftliche Name G. camelopardalis galt entsprechend für sämtliche Giraffen, als diese noch als eine Art angesehen wurden.

## Beschreibung

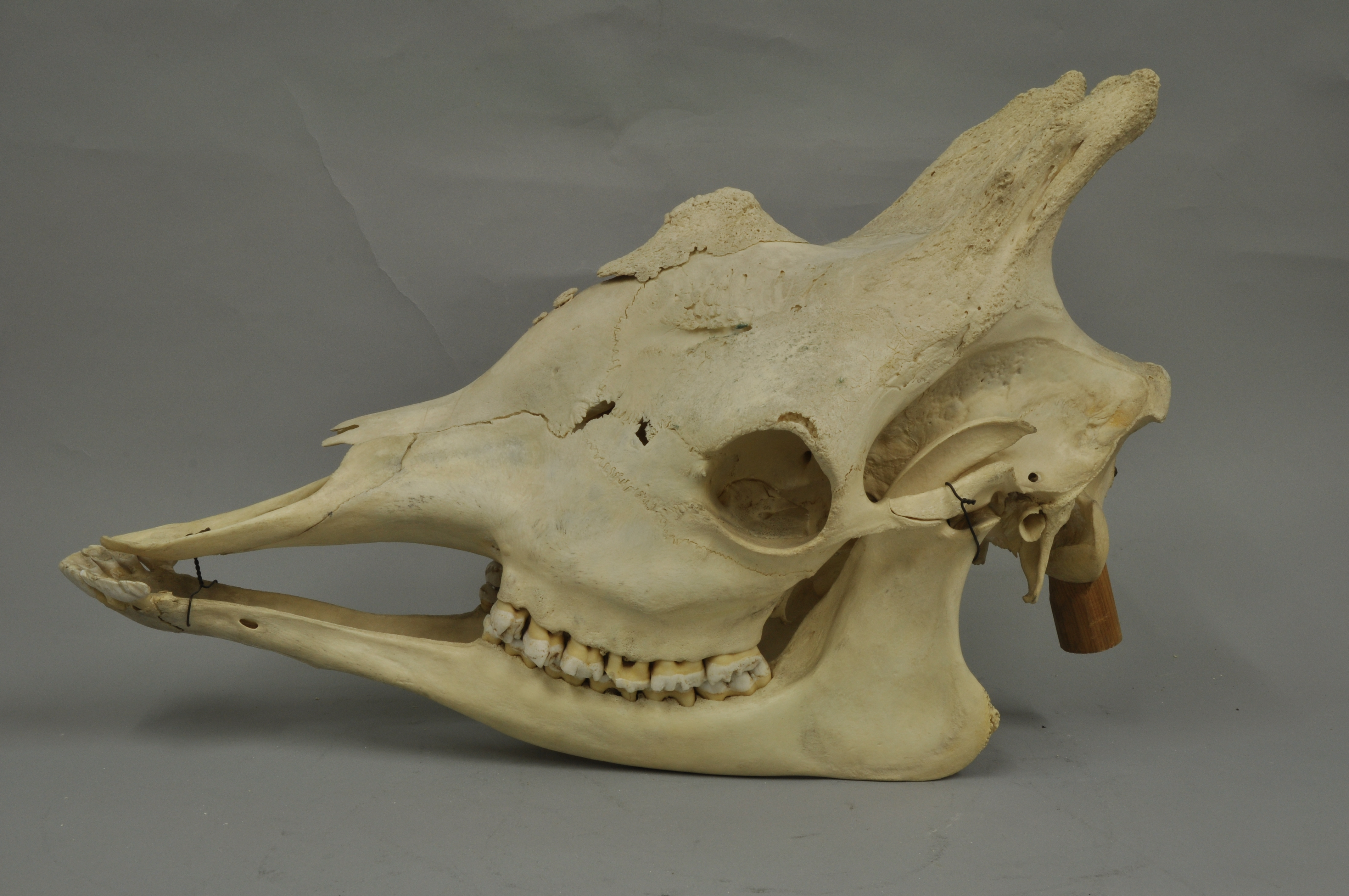
Schädel der Nord-Giraffe, Museum Wiesbaden

Nord-Giraffen können von den anderen Giraffenarten durch die Form und Größe der beiden charakteristischen hornartigen Ausstülpungen auf ihrer Stirn, die als Ossiconen oder Stirnzapfen bekannt sind, unterschieden werden. Sie sind länger und größer als die der Süd-Giraffen. Bullen haben ein drittes zylindrisches Ossicon in der Mitte des Kopfes direkt über den Augen, das zwischen 7 und 13 cm lang ist.

## Lebensraum und Verbreitung
Nord-Giraffen leben in Savannen, Buschland und Wäldern. In Ostafrika kommen sie hauptsächlich in Kenia und im Südwesten Äthiopiens vor, seltener im Nordosten der Demokratischen Republik Kongo und im Südsudan. In Zentralafrika gibt es etwa 2.000 in der Zentralafrikanischen Republik, im Tschad und in Kamerun. Einst in Westafrika weit verbreitet, sind noch einige Hundert Nord-Giraffen in Niger beheimatet. Die Vorkommen im Südsudan, in Kenia, im Tschad und im Niger sind isoliert.

## Systematik

### Äußere Systematik
Die Giraffen wurden lange als eine Art C. camelopardalis eingestuft. Es wurden anhand von Fleckenzeichnung und Hörnern zahlreiche Unterarten unterschieden. Die Einteilung in eine Art wurde auch in der Vergangenheit in Frage gestellt, so hielt 1904 Richard Lydekker mit der Netzgiraffe eine Unterart als eigenständig.  Eine im Jahr 2016 vorgelegte DNA-Studie eines Forscherteams um Julian Fennessy und Axel Janke basierend auf 190 Individuen stellte die bis zu diesem Zeitpunkt umfangreichste genetische Analyse dar. In dieser wurden vier monophyletische Gruppen herausgearbeitet, die den Forschern zufolge als eigenständige Arten anerkannt werden sollten.
In einer weiteren umfangreichen genetischen Studie aus dem Jahr 2020 wurde die Netzgiraffe als eine der zuvor anerkannten eigenständigen Arten nun als Unterart aufgefasst. Für das westliche Afrika wiesen die Wissenschaftler eine zuvor unerkannte Unterart aus, die sich durch eigenständige Haplotypen auszeichnete und die sie mit G. c. senegalensis benannten. Sie ist mit den nördlichen Giraffen näher verwandt, war allerdings bereits Anfang der 1970er Jahre ausgerottet worden. Demzufolge ist die Gattung der Giraffen nach dieser Ansicht in drei Arten mit insgesamt zehn Unterarten aufzugliedern.
Dem gegenüber favorisiert eine im Frühjahr 2021 von Raphael T. F. Coimbra und Kollegen vorgestellte Genanalyse an 50 Individuen aus der Gesamtpopulation wieder das Vier-Arten-Modell.
- Nord-Giraffe (Giraffa camelopardalis (Linnaeus, 1758))
- Netzgiraffe (Giraffa reticulata de Winton, 1899)
- Süd-Giraffe (Giraffa giraffa von Schreber, 1784)
- Massai-Giraffe (Giraffa tippelskirchi Matschie, 1898)

### Innere Systematik
Die Nord-Giraffe wird in mehrere Unterarten unterteilt, über deren Anzahl Uneinigkeit herrscht. Folgende sind allgemein anerkannt:
- Nubische Giraffe (Giraffa camelopardalis camelopardalis (Linnaeus, 1758))
- Kordofan-Giraffe (Giraffa camelopardalis antiquorum Jardine, 1835)
- Westafrikanische Giraffe (Giraffa camelopardalis peralta Thomas, 1898)

Die Studie aus dem Jahr 2020 nennt außerdem die Rothschild-Giraffe oder Uganda-Giraffe (Giraffa camelopardalis rothschildi Lydekker, 1903) als Unterart, die von Raphael T. F. Coimbra und Kollegen 2021 als identisch mit der Nubischen Giraffe beurteilt wird. Zusätzlich wurde die ausgestorbene Unterart G. c. senegalensis beschrieben.

## Gefährdung
Die letzte Beurteilung der IUCN für G. camelopardalis ist aus dem Jahr 2016 und listet noch alle Giraffen als eine Art. Demnach gelten die Giraffen im Gesamtbestand als „gefährdet“ (vulnerable). Der Gesamtbestand wurde mit ca. 97.000 wildlebenden Exemplaren angegeben, wovon die Nord-Giraffe etwas über 5.000 Individuen ausmacht. Lokal ausgestorben gilt die Nord-Giraffe als seltenste und am stärksten gefährdete Art der Gattung. Während die Westafrikanische Giraffe als „gefährdet“ eingestuft wurde, gelten die Nubische Giraffe und die Kordofan-Giraffe jeweils als „vom Aussterben bedroht“ (critically endangered). Eine Hauptursache für die Gefährdung ist dabei Wilderei.